# Little Boy
„Little Boy” (hrv.: mali dječak) je atomska bomba koju su zračne snage Sjedinjenih Američkih Država bacile na Hirošimu 6. kolovoza 1945., težine 4400 kilograma i dužine tri metra.

## Poveznice
- Atomsko bombardiranje Hirošime i Nagasakija
- Fat Man